# Mount Baw Baw

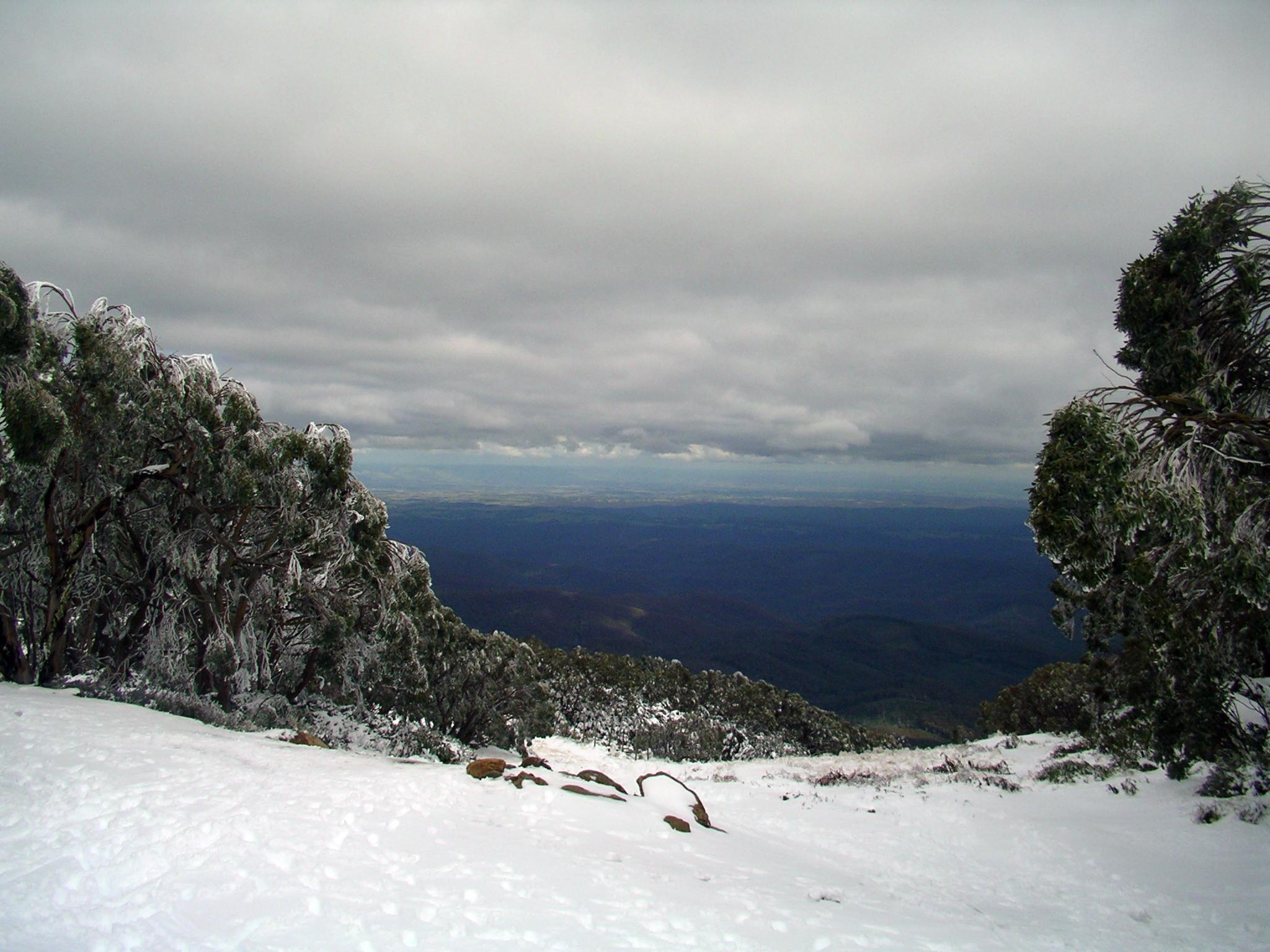
Widok ze szczytu Mount Baw Baw w kierunku południowym

Mount Baw Baw – góra w Masywie Baw Baw (część Wielkich Gór Wododziałowych) w stanie Wiktoria (wysokość 1567 m n.p.m.), ok. 120 km na wschód od Melbourne. Na zboczach góry położona jest miejscowość narciarska Mount Baw Baw oraz Park Narodowy Baw Baw.